# Corneille Fieullien
Corneille Fieullien (1872-1944) fut un homme politique bruxellois, membre du parti catholique. Il fut président de l' Union Démocratique de Schaerbeek (1898-1926).
Il fut grossiste, conseiller communal de Schaerbeek dès 1921. 
Il fut élu député de l'arrondissement de Bruxelles (1918-19 et 1921-44).
Il est le père de Bonaventure Fieullien (1903-1976).

## Sources
- 1918-1940: Middenstandsbeweging en beleid in Belgie, Peter Heyman, Univ.Pers, Leuven, 1998